# San Isidro, Atlapexco
San Isidro är en ort i Mexiko.   Den ligger i kommunen Atlapexco och delstaten Hidalgo, i den sydöstra delen av landet, 190 km norr om huvudstaden Mexico City. San Isidro ligger 286 meter över havet och antalet invånare är 566.
Terrängen runt San Isidro är kuperad. Runt San Isidro är det ganska tätbefolkat, med 96 invånare per kvadratkilometer. Närmaste större samhälle är Huejutla de Reyes, 13,5 km norr om San Isidro. I omgivningarna runt San Isidro växer i huvudsak städsegrön lövskog.